# Марктшоргаст
Марктшоргаст (нем. Marktschorgast) — община в Германии, в земле Бавария. Подчиняется административному округу Верхняя Франкония. Входит в состав района Кульмбах.  Население составляет 1629 человек (на 31 декабря 2006 года). Занимает площадь 15,82 км². Община подразделяется на 9 сельских округов.

## Население
По оценке на 31 декабря 2015 года население общины Марктшоргаст составляет 1418 чел. 

| Дата      | 1840 | 1871 | 1900 | 1925 | 1939 | 1950 | 1961 | 1970 | 1987 | 2011 |
| --------- | ---- | ---- | ---- | ---- | ---- | ---- | ---- | ---- | ---- | ---- |
| Население | 1241 | 1569 | 1397 | 1208 | 1345 | 1867 | 1832 | 1820 | 1538 | 1450 |

| Год       | 1960 | 1970 | 1980 | 1990 | 2000 | 2009 | 2010 | 2011 | 2012 | 2013 | 2014 | 2015 |
| --------- | ---- | ---- | ---- | ---- | ---- | ---- | ---- | ---- | ---- | ---- | ---- | ---- |
| Население | 1802 | 1871 | 1591 | 1664 | 1684 | 1545 | 1499 | 1438 | 1415 | 1417 | 1417 | 1418 |